# Trichomanes trigonum
Trichomanes trigonum är en hinnbräkenväxtart som beskrevs av Nicaise Augustin Desvaux. Trichomanes trigonum ingår i släktet Trichomanes och familjen Hymenophyllaceae. Inga underarter finns listade.